# S13 (Georgien)
Saertaschorisso mnischwnelobis gsa S13 (georgisch: საერთაშორისო მნიშვნელობის გზა ს-13), auch bekannt als Akhalkalaki-Kartsachi, ist eine 36 km lange Fernstraße von „internationaler Bedeutung“ in Südgeorgien, von Achalkalaki bis zur türkischen Grenze bei Kartsachi. In der Türkei führt die Straße als 75-02 und 75-01 weiter bis Çıldır.
Die Route zweigt von der Fernstraße S11/E691 auf der Nordseite von Achalkalaki ab. Es ist eine einfache (zweispurige) Asphaltstraße durch das für die Region Samtskhe-Dschawachetien charakteristische Hochland. Die Straße beginnt auf 1700 Meter über dem Meeresspiegel und steigt allmählich auf 1970 Meter an, bevor sie die türkische Grenze auf 1820 m (5970 ft) erreicht, den dritthöchsten Grenzkontrollpunkt in Georgien neben Georgiens zweitgrößtem See (Kartsachi-See). Es ist die kürzeste Route von Armenien in die Türkei.

## Geschichte
Vor der Überarbeitung des Straßenklassifizierungssystems von 1996 war die Route der S13 nicht nummeriert. 1996 wurde die Route als „Sh21 Achalkalaki – Kartsachi (türkische Grenze)“ bezeichnet. 2011 wurde die Sh21 zur S13 befördert, als die Einrichtung eines Grenzübergangs Kartsachi-Aktaş wieder auf die politische Agenda kam. Der Bau der Eisenbahnstrecke Baku–Tiflis–Kars führte 2010 zur Reaktivierung einer Absicht aus den 1990er Jahren für einen solchen Grenzübergang. 1 Der Grenzübergang wurde schließlich 2015 als dritter georgischer Fahrzeugübergang in die Türkei eröffnet, 20 Jahre später als ursprünglich zwischen den beiden Ländern vereinbart.
Die Achalkalaki-Kartsachi-Route wurde als wichtiges Tor zur Türkei beworben, nicht zuletzt für Armenien. Sie verkürzt die Fahrt von Armenien in die Türkei um 57 km im Vergleich zur Route E691 (S11/S8) über den Grenzübergang Wale und spart mehr als eine Stunde Fahrzeit. Unter Berücksichtigung der Zusammenführung beider Strecken in der Türkei bei Ardahan (D010/E691) verkürzt sich die Fahrzeit um bis zu zwei Stunden. Die neue Verbindung in die Türkei wurde daher zu einer Straße von „internationaler Bedeutung“, der georgischen Definition von S-Straßen, erhoben.

### Bypass
Im Jahr 2014 wurde die 2,3 km lange Akhalkalaki-Umgehungsstraße eröffnet, die die Entfernung zwischen der Türkei und Armenien um 4 km verkürzt und gleichzeitig den Transitverkehr außerhalb der Stadt hält. Die Umgehungsstraße erhielt 2011 die Straßennummer Sh21.

## Großstädte an der Autobahn
- Achalkalaki